# 風間浦村立風間浦小学校
風間浦村立風間浦小学校（かざまうらそんりつ かざまうらしょうがっこう）は、青森県下北郡風間浦村大字易国間にある公立小学校。

## 概要
風間浦村易国間地区にあり、村内全域を通学区域としている。下風呂・易国間・蛇浦の各小学校が統合して設立された小学校である。風間浦保育所と風間浦村立風間浦中学校が隣接している。

## 沿革
- 2014年（平成26年）8月 - 校舎建設工事着工。
- 2016年（平成28年）
  - 4月1日 - 村内3校を統合し、風間浦小学校開校。
  - 4月7日 - 開校式と第1回入学式挙行。最初の新入生は11名[2]。
  - 6月23日 - 校舎・多目的グラウンド落成式挙行。

## 通学区域
- 風間浦村全域

## 周辺
- 風間浦村立風間浦中学校 - 同一敷地内
- 風間浦村立野球場
- 社会福祉法人みちのく福祉会風間浦保育所 - 敷地が隣接
- 海峡の里スポーツ公園
- 易国間郵便局
- 国道279号はまなすライン
- 津軽海峡

## アクセス
- 下北交通佐井線「易国間郵便局前」停留所から、徒歩約565m・徒歩約9分。
  - なお、下北交通佐井線は、「風間浦中学校前」バス停も通るが、「易国間郵便局前」バス停から移動するより、移動距離が延びる。
- 風間浦村役場から、徒歩で約950m・約15分、車で約940m・約1分。